# Esta Tallinn
L'Esta Tallinn est un club estonien de football basé à Tallinn.

## Palmarès
- Championnat d'Estonie de football
  - Vice-champion : 1938

- Coupe d'Estonie de football
  - Finaliste : 1940